# Landmark Worldwide
Landmark Worldwide (anteriormente Landmark Education), o simplemente Landmark, es una compañía que ofrece programas de mejora personal. Fue fundada en enero de 1991. Hasta 2013, la empresa había informado de que más de 2,4 millones de personas habían participado en sus programas desde 1991.

## Historia
Landmark Education, fundada en enero de 1991, licenció los derechos de la propiedad intelectual de EL Foro de Werner Erhard and Associates.  La nueva compañía empezó a ofrecer cursos similares y dio empleo a muchos miembros del mismo personal. El Foro se actualizó y redujo su duración de cuatro días a tres, y ha sido revisado por Landmark a lo largo de los años.
Según Landmark, Werner Erhard (creador de la formación est que se desarrolló entre 1971 y 1984, cuando fue reemplazada por el Foro) consulta de vez en cuando con el equipo de investigación y diseño. 
El negocio se fundó como Landmark Education Corporation en mayo de 1991. En junio del 2003 fue reestructurada como Landmark Education LLC, y en julio de 2013 pasó a llamarse Landmark Worldwide LLC. 
Landmark ha declarado que nunca pagó regalías a Erhard en virtud del acuerdo por la licencia[11] y que compró directamente la propiedad intelectual de El Foro y de otros cursos en 2002.

Landmark tiene muchos tipos de programas de cursos dentro de los países de habla inglesa; en el siglo XX, los programas de cursos de Landmark eran limitados. Landmark compró propiedad intelectual de EST (que significa Erhard Seminars Training). El Foro Landmark es la base de todos los programas ofrecidos por Landmark.

## El Foro Landmark
El curso básico de Landmark, El Foro Landmark, es el primer curso del Currículo para la Vida que ofrece Landmark. El Foro Landmark se lleva a cabo durante tres días consecutivos más una sesión vespertina (generalmente viernes, sábado, domingo y martes por la noche). La asistencia al foro varía en tamaño entre 75 y 250 personas.  Landmark organiza el curso como un diálogo en el que el líder del Foro presenta una serie de propuestas y alienta a los participantes en indagar en sus vidas para que descubran cómo esas ideas se aplican a sus propias vidas.  Los líderes del curso establecen reglas al comienzo del programa y Landmark recomienda encarecidamente a los participantes que no se pierdan ninguna parte del programa. La gente que produce el curso también forma parte de un programa donde se entrenan, entre otras cosas, a ser "entrenables" y no solo ser observadores durante el curso.

## Otros sitios web
- Foro Lamdmark
- Parodia de Landmark (est)

- Datos: Q1803626
- Multimedia: Landmark Education / Q1803626